# Lakweip
Lakweip (Nassgotin, Lakuyip, Laq'uyi'p) /Laq'uyi'p = on the prairie, Boas/, izolirano athapaskansko pleme, srodno Tahltanima, nekad naseljeno na Portland Canalu u Aljaski, a kasnije na gornjim tokovima Stikine. Negdje 1830.-te u savezu s Tlingitima gotovo su zatrli pleme Tsetsaut. Njihovo glavno naselje Gunakhe smješteno je na gornjoj Stikini u Britanskoj Kolumbiji, Kanada.
Frederick Webb Hodge dopušta mogućnost da bi oni i Tsetsauti mogli pripadati skupini Nahane.

## Vanjske poveznice
- Subarcticarts  Arhivirana inačica izvorne stranice od 5. rujna 2008. (Wayback Machine)